# Bawenit
Bawenit – minerał z grupy krzemianów. Powstaje w druzach pegmatytów granitoidowych, a także utworach hydrotermalnych i skarnach. Jest źródłem berylu. Nazwa tego minerału pochodzi od miejscowości Baveno.
Minerałami towarzyszącymi są: albit, fenakit, helwin, klinochlor, klinozoisyt, ortoklaz, stilbit i tytanit.
Zawartość tlenku berylu wynosi od 5,5 do 9,3%.
Znajdywany był we Włoszech w regionie Piemont, w Czechach w miejscowości Vezna w powiecie Pelhrimov, Szwajcarii, w USA w Himalaya Mine w stanie Kalifornia, Foote Mine w Karolinie Północnej, w Rutherford Mine w stanie Wirginia, Londonderry Feldspar Quarry w zachodniej Australii, centralnym Kazachstanie, na Syberii i w górach Ural, a w Polsce w Strzegomiu Grabinie, Żółkiewce, Czernicy i Paszowicach.